# Bitwa pod Poitiers (732)
Bitwa pod Poitiers lub Bitwa pod Tours – bitwa stoczona 25 października 732 roku między armią arabską pod wodzą Abd ar-Rahmana a wojskami frankijskimi majordoma królestwa Karola Młota i księcia Akwitanii Odona.

## Najazdy arabskie przed 732 rokiem
Oddziały arabskie z podbitego Półwyspu Iberyjskiego najeżdżały obszary południowej Francji i Akwitanii już od 712 roku. Z czasem najazdy stawały się coraz częstsze, zwłaszcza po 717 roku. W 719 roku wódz arabski Hurr zdobył Narbonne i zajął obszar zachodniej Septymanii (pas wybrzeża od Pirenejów do ujścia Rodanu). Ataki chwilowo powstrzymało zwycięstwo księcia Odona w bitwie pod Tuluzą. Nie na długo jednak – już w tym samym 721 roku Abd ar-Rahman, namiestnik Al-Andalusu, rozpoczął na nowo podejmować łupieżcze najazdy. W latach 725–726 wódz Anbaka zdobył Carcassonne i Nîmes, całkowicie opanowując Septymanię. Arabskie podjazdy zaczęły zapuszczać się w górę Rodanu, docierając nawet do Besançon i Wogezów.

## Kampania 732 roku
W 732 roku Abd ar-Rahman wyruszył na północ na czele nowej wyprawy. Liczebność jego wojsk nie jest dokładnie znana; być może sięgała nawet około 50.000 ludzi. W ich skład wchodziła prawie wyłącznie lekka konnica, złożona z Berberów i Maurów, a dowodzona przez Arabów. Siły te obeszły zachodni kraniec Pirenejów w okolicach Irun i weszły do Akwitanii. Pod Bordeaux odepchnęły oddziały Odona. Miasto zostało zaraz potem zdobyte i złupione. Odo natomiast wycofał się dalej na północ i połączył swe siły z wojskami Karola Młota, który na wieść o arabskim najeździe zaprzestał działań wojennych nad górnym Dunajem i jak najszybciej pomaszerował przeciw Arabom. Tymczasem Abd ar-Rahman, łupiąc i niszcząc kraj, dotarł do Poitiers. Oblężenie tego miasta na krótko zatrzymało jego wojska, więc wódz arabski podzielił armię – część pozostawił pod Poitiers, by kontynuowała oblężenie, a sam z resztą ruszył nad Loarę. Ostatecznie zbliżył się do Tours i zaczął przygotowywać się do zaatakowania miasta. Jednak na wieść o zbliżaniu się armii frankijskiej (która groziła Arabom odcięciem od południa), rozpoczął odwrót. Przodem wysłał obciążone łupami tabory, osłaniając je resztą swoich wojsk. Kontakt bojowy obie armie nawiązały na początku października, na południe od Tours. Arabska osłona taborów staczała częste potyczki z konnicą napierających Franków. Silny nacisk oddziałów Karola zmusił Abd ar-Rahmana do wycofania się w stronę Poitiers. Wódz arabski postanowił przyjąć otwartą bitwę.

## Bitwa
Do bitwy doszło po około tygodniu drobnych potyczek i wzajemnego obserwowania się przez obie strony. Pole walki leżało w bliżej nieokreślonym miejscu między Poitiers a Tours, prawdopodobnie w pobliżu Cenon-sur-Vienne.
Siły arabskie liczyły zapewne kilka–kilkanaście tysięcy wojowników, głównie lekkiej jazdy. Prawdopodobnie ustawione były w kilka linii, a na ich tyłach znajdował się obóz. Frankowie być może dysponowali przewagą liczebną nad przeciwnikiem. Jak się zdaje mieli mniej więcej po równo piechoty, jak i jazdy (uzbrojonej ciężej od arabskiej konnicy). Karol postanowił przyjąć walkę obronną, licząc na wykruszenie się przeciwnika w kolejnych atakach na swoją pozycję. Nie ma pewności co do szyku, jaki przyjęło jego wojsko. W nowszych opracowaniach historycznych podaje się, że majordom spieszył przynajmniej część swoich jeźdźców i wraz z piechurami sformował gęstą falangę na jednym ze wzgórz. Wedle starszych prac szyk Franków wyglądał następująco: w centrum stała piechota, sformowana w kilka klinów, oddzielonych niewielkimi odstępami. Przed nimi stanęli łucznicy i procarze. Na obu skrzydłach ustawiono konnicę, przy czym na prawej flance dowodził nią książę Odo.
Początkowo żadna ze stron nie rozpoczynała walki. W końcu Arabowie zaczęli atakować pozycję Franków. Kolejne szarże załamywały się za każdym razem. Lekka konnica Abd ar-Rahmana nie była w stanie tak silnie uderzyć, by przełamać szyk przeciwnika. Ponawiane ataki przynosiły jej coraz większe straty. Bitwa okazała się bardzo krwawa, a Frankowie bronili się zacięcie do zmroku. W tym czasie Odo zdołał zajść z boku lewe skrzydło arabskie i zmusić je do odwrotu. Wkrótce cała reszta wojsk Abd ar-Rahmana wycofała się do obozu. Być może wynikało to ze zmęczenia walką i zniechęcenia. W obozie szybko rozniosła się wieść o śmierci wodza – prawdopodobnie zginął on w jednej z szarż na pozycję Franków. Żołnierzy ogarnęła panika i pod osłoną nocy uciekli z obozu, kierując się na południe. Wedle niektórych źródeł muzułmańskich Adb ar-Rahaman zdołał wycofać swe oddziały do Narbonne i tam został zabity przez swoich podkomendnych.
Nazajutrz Frankowie bez walki zajęli opuszczony obóz, pełen łupów. Zwycięzcy nie przeprowadzili długiego pościgu. Wynikało to po części z chęci zagarnięcia przez wojowników łupów z obozu. Karol Młot zapewne obawiał się zasadzki nieprzyjaciela, który mógł pozorować ucieczkę. Możliwe też, że nie chciał całkowicie zniszczyć wroga, bowiem wzmocniłoby to pozycję Oda, który rywalizował z majordomem o pozycję w królestwie. Wkrótce zresztą doszły go wieści o wybuchu powstań Fryzów i Burgundów, w związku z czym musiał ruszyć z wojskiem, by je stłumić.

## Oceny bitwy
Bitwa pod Poitiers często uważana jest za jedną z najważniejszych w historii, tę która powstrzymała Arabów przed podbojem Europy. Opinia ta bywa podważana; niektórzy historycy zwracają uwagę, iż większe znaczenie w tym czasie miała skuteczna obrona Konstantynopola w latach 717–718, podczas gdy bitwa miała być jedynie wyprawą łupieżczą Arabów.
Niewątpliwie dla królestwa Franków było to ważne zwycięstwo nad groźnym przeciwnikiem, wyniszczającym znaczne obszary państwa. Przyczyniło się także do wzrostu autorytetu Karola Młota. Późniejsze najazdy były stosunkowo łatwo odpierane, a ziemie zagarnięte przez Arabów zostały odbite (Septymania ostatecznie za Pepina III Krótkiego).